# Forgatókönyv-alapú tesztelés
A forgatókönyv-alapú tesztelés egy olyan szoftvertesztelési tevékenység, amely forgatókönyveket használ: hipotetikus történeteket, amelyek segítik a tesztelőt egy összetett probléma vagy tesztrendszer átdolgozásában. Az ideális forgatókönyvteszt egy hiteles, összetett, hiteles vagy motiváló történet, amelynek eredménye könnyen értékelhető. Ezek a tesztek általában abban különböznek a tesztesetektől, hogy a tesztesetek egyetlen lépésből állnak, míg a forgatókönyvek több lépésből állnak.

## Története
A forgatókönyvteszt kifejezést 2003 októberében alkotta meg Cem Kaner. Megjegyezte, hogy a tesztelés egyik legnehezebb aspektusa az volt, hogy lépésről lépésre karbantartsák a teszteseteket az elvárt eredményekkel együtt. Tanulmánya megpróbált módot találni a bonyolult írásbeli tesztek újbóli feldolgozásának csökkentésére és az esethasználat egyszerűségének beépítésére.
Néhány hónappal később Hans Buwalda egy hasonló megközelítésről írt, amelyet „szappanopera-tesztelésnek” nevezett el. A televíziós szappanoperákhoz hasonlóan ezek a tesztek is eltúlzott aktivitásúak és időben tömörítettek voltak. Mindkét megközelítés kulcsa az volt, hogy kerülik a lépésről lépésre végrehajtott tesztelési utasításokat, amelyeket várt eredmények kísérnek, ehelyett egy olyan narratívával helyettesítjük őket, amely szabadságot biztosított a tesztelőnek, miközben korlátozta a teszt hatókörét.

## Módszerek

### Rendszerforgatókönyvek
Ebben a módszerben csak a valósághű, felhasználói tevékenységek azon halmazai használhatók, amelyek a rendszer több összetevőjét lefedik, mint forgatókönyv-teszt. A rendszer forgatókönyvének fejlesztése a következők segítségével történhet:
1. Történeti vonalak
2. Állapotátmenetek
3. Üzleti vertikumok
4. Megvalósítási történetek az ügyfelektől

### Használati eset és szerepalapú forgatókönyvek
Ebben a módszerben a hangsúly azon van, hogy a felhasználó hogyan használja a rendszert különböző szerepkörökkel és környezettel. 

## Fordítás
Ez a szócikk részben vagy egészben  a   Scenario testing című angol Wikipédia-szócikk ezen változatának fordításán alapul.  Az eredeti cikk szerkesztőit annak laptörténete sorolja fel. Ez a jelzés csupán a megfogalmazás eredetét és a szerzői jogokat jelzi, nem szolgál a cikkben szereplő információk forrásmegjelöléseként.